# Toxicity (singolo)
Toxicity è un singolo del gruppo musicale statunitense System of a Down, pubblicato l'11 marzo 2002 come secondo estratto dall'album omonimo.

## Descrizione
Dodicesima traccia dell'omonimo album, il testo di Toxicity è stato scritto interamente dal cantante Serj Tankian, mentre dal lato musicale è stato composto da Shavo Odadjian e Daron Malakian.

## Video musicale
Il video, diretto dal bassista del gruppo Shavo Odadjian e girato a Los Angeles, mostra principalmente il gruppo eseguire il brano sia in una stanza bianca che in una scura, nella quale è presente del pubblico. Nel video è inoltre possibile notare Malakian indossare una maglietta da hockey dei Los Angeles Kings con il suo cognome inciso sopra.

## Tracce
Testi di Serj Tankian, musiche di Daron Malakian, eccetto dove indicato.
CD promozionale (Regno Unito, Stati Uniti)
1. Toxicity (Album Version) – 3:38 (musica: Shavo Odadjian, Daron Malakian)

CD singolo (Australia)
1. Toxicity – 3:39 (musica: Shavo Odadjian, Daron Malakian)
2. X (Live) – 3:02
3. Suggestions (Live) – 2:46
4. Sugar (Video Version) – 3:30 (musica: Shavo Odadjian, Daron Malakian)

CD singolo (Europa), download digitale (Francia)
1. Toxicity – 3:39 (musica: Shavo Odadjian, Daron Malakian)
2. X (Live) – 3:02

CD maxi-singolo (Europa)
1. Toxicity – 3:39 (musica: Shavo Odadjian, Daron Malakian)
2. X (Live) – 3:02
3. Suggestions (Live) – 2:43
4. Marmalade – 2:59
5. Toxicity (Video Version) – 3:43 (musica: Shavo Odadjian, Daron Malakian)

CD singolo (Regno Unito – parte 1)
1. Toxicity – 3:42 (musica: Shavo Odadjian, Daron Malakian)
2. X (Live) – 3:05
3. Suggestions (Live) – 2:46
4. Toxicity (Video Version) – 3:43 (musica: Shavo Odadjian, Daron Malakian)

CD singolo (Regno Unito – parte 2), download digitale (Brasile, Giappone, Messico, Regno Unito)
1. Toxicity – 3:40 (musica: Shavo Odadjian, Daron Malakian)
2. Marmalade – 3:02
3. Metro (Explicit Version) – 3:00 (John Crawford) – originariamente interpretata dai Berlin

7" (Regno Unito)
- Lato A

1. Toxicity – 3:40 (musica: Shavo Odadjian, Daron Malakian)

- Lato B

1. Storaged – 1:19

## Formazione
Gruppo
- Serj Tankian – voce, tastiera, composizione strumenti ad arco
- Daron Malakian – chitarra, cori
- Shavo Odadjian – basso
- John Dolmayan – batteria

Altri musicisti
- Rick Rubin – pianoforte aggiuntivo
- Marc Mann – composizione aggiuntiva strumenti ad arco, arrangiamento e conduzione

Produzione
- Rick Rubin – produzione
- Daron Malakian – produzione
- David Schiffman – ingegneria del suono
- Greg Collins e Darren Mora – ingegneria del suono aggiuntiva
- Andy Wallace – missaggio
- Eddie Schreyer – mastering

## Classifiche
| Classifica (2002-25)          | Posizione massima |
| ----------------------------- | ----------------- |
| Australia                     | 39                |
| Brasile                       | 72                |
| Germania                      | 88                |
| Paesi Bassi                   | 75                |
| Regno Unito                   | 25                |
| Stati Uniti                   | 70                |
| Stati Uniti (alternative)     | 3                 |
| Stati Uniti (mainstream rock) | 10                |
| Svizzera                      | 90                |